# محمد علي (لاعب كرة قدم)
محمد علي (10 أبريل 1985 بإندونيسيا - ) هو لاعب كرة قدم إندونيسي في مركز الدفاع. لعب مع PSAP Sigli ‏.

## وصلات خارجية
- محمد علي على موقع قاعدة بيانات كرة القدم.إي يو (الإنجليزية)
- محمد علي على موقع Soccerway.com (الإنجليزية)